# Agrilus enriguei
Agrilus enriguei é uma espécie de inseto do género Agrilus, família Buprestidae, ordem Coleoptera.
Foi descrita cientificamente por Murria Beltrán & Murria Beltrán, 2007.